# Vickers F.B.5
Le Vickers F.B.5 est un biplan britannique à hélice propulsive des années 1910 ; il était surnommé « Gunbus ». Armé d’une unique mitrailleuse Lewis Mk. II de .303 British opérée par l’observateur placé devant le pilote, le F.B.5 est le premier avion conçu pour le combat aérien à entrer en service, en faisant de ce fait le premier chasseur au monde. 

## Design et développement
Vickers a commencé à expérimenter  en 1912 la conception d'un avion de guerre armé conçu pour détruire d'autres aéronefs. Le premier avion qui en a résulté était le "Destroyer" (plus tard désigné Vickers EFB1 (en) ) qui a été présenté à l'Olympia Aero Show en février 1913, mais il s'est écrasé lors de son premier vol.  Cet avion était de la disposition de poussoir, pour éviter le problème de tirer à travers une hélice tractive, et était armé d'un seul mitrailleuse Vickers alimenté par courroie.
Vickers a continué à poursuivre le développement de biplans propulsés armés, et leur concepteur en chef Archie Low (en) a élaboré un nouveau design, le Vickers Type 18, ou Vickers EFB2. Il s'agissait d'un biplan à propulsé par un moteur en étoile de neuf cylindres Gnome Monosoupape développant 80 ch (60 kW) ; l'avion avait une structure en tube d'acier, avec les ailes et la queue recouverts de tissus, et une nacelle recouverte de duralumin avec de grandes fenêtres en celluloïd sur les côtés. Les ailes à envergure inégale n'étaient pas décalées , avec un contrôle latéral par gauchissement des ailes , tandis que l'avion avait un grand empennage semi-circulaire. L'armement est resté une seule mitrailleuse Vickers montée dans le nez de la nacelle, avec un mouvement limité, et une très mauvaise vue pour le tireur,,. L'EFB2 a effectué son premier vol à Brooklands le 26 novembre 1913. Il a été bientôt suivi par l' EFB3 , propulsé par un moteur similaire, mais utilisant des ailerons au lieu du gauchissement des ailes, et  les ailes de même envergure , tandis que la nacelle est sans les grandes fenêtres équipant l'EFB2,. 
La mitrailleuse alimentée par courroie s'est avérée problématique et l'arme a été remplacée par la Lewis Mark I plus légère, plus maniable et alimentée par tambour de 0,303 po (7,7 mm).
Le FB5 a volé pour la première fois le 17 juillet 1914. Il était propulsé par un seul moteur en étoile à neuf cylindres Gnome Monosoupape de 100 ch (75 kW) entraînant une hélice à deux pales, et était de conception simple, propre et conventionnelle par rapport à ses prédécesseurs.

### F.B.6
Le Vickers FB6 était un développement du FB5 avec une portée accrue sur l'aile supérieure. Un seul a été construit.

### F.B.9
Un autre développement du FB5, le Vickers FB9, avait une nacelle plus profilée et un montage en anneau amélioré (soit Vickers ou Scarff ) pour le canon Lewis. Cinquante ont été livrés aux unités d'entraînement du Royal Flying Corps . Quelques-uns ont servi dans certains escadrons FE2b en attendant leur nouvel avion entre la fin de 1915 et le début de 1916.

## Histoire opérationnelle
Le premier FB5 fut livré au No. 6 Squadron (en) du Royal Flying Corps (RFC) à Netheravon en novembre 1914.  Le 25 décembre eut lieu la première utilisation du FB5 en opération, lorsque le FB5 No. 664 décolla de l'aérodrome de Joyce Green  pour engager un monoplan allemand Taube, frappant le Taube (et causant peut-être sa perte) avec les balles incendiaires d'une carabine après l'enraillement de la Lewis.  Dix-huit jours plus tard, le même équipage, les sous-lieutenants MR Chidson et DCW Sanders, pilotant le premier FB5 en France, le no 1621, ont été contraints d'atterrir derrière les lignes allemandes, et le nouvel avion est tombé aux mains de l'ennemi.
Le FB5 a commencé à être vu sur le front occidental lorsque le premier été livré au No.2 Squadron RFC le 5 février 1915.  Le type a servi dans plusieurs autres unités avant que le No. 11 Squadron RFC ne devienne le premier escadron de chasse au monde, lorsque, entièrement équipé du FB5, il se déploya à Villers-Bretonneux  en France le 25 juillet 1915. 